# Sminthopsis macroura
Sminthopsis macroura е вид бозайник от семейство Торбести мишки (Dasyuridae). Максималната продължителност на живота на вида в плен е 4,9 години.

## Разпространение
Видът е разпространен в Австралия.